# Fasad (designmönster)
Fasad är ett designmönster som syftar till att tillhandahålla ett gränssnitt till en samling av klasser. I typfallet implementeras den som en singleton. En fasad ger en tydlig definition av kommunikationen mellan klienter som anropar fasaden och det bakomliggande programmet.